# Hengersberg
Hengersberg – gmina targowa w Niemczech, w kraju związkowym Bawaria, w rejencji Dolna Bawaria, w regionie Donau-Wald, w powiecie Deggendorf, około 10 km na południowy wschód od Deggendorfu, przy autostradzie A3 i drodze B533

## Dzielnice
W skład gminy wchodzą następujące dzielnice: Hengersberg, Altenufer, Anzenberg, Boxbach, Buch, Edermanning, Emming, Erkerding, Erlachhof, Eusching, Frohnhofen, Furth, Grubmühle, Heiming, Hinterweinberg, Holzberg, Holzerreuth, Hörgolding, Hörpling, Hub, Hubmühle, Hütting, Kading, Killersberg, Klausberg, Lapferding, Leebbergheim, Lichtenöd, Lohof, Manzing, Matzing, Mimming, Mutzenwinkl, Neulust, Nußberg, Oberanzenberg, Oberellenbach, Oberreith, Obersimbach, Pfaffing, Ponau, Rading, Reichersdorf, Reisach, Schlott, Schwanenkirchen, Schwarzach, Sicking, Siederding, Siedersberg, Thannberg, Trainding, Unterellenbach, Unterfrohnstetten, Unterreith, Untersimbach, Viehdorf, Vorderweinberg, Walmering, Waltersdorf, Weickering, Wessenhof, Würzing, Zilling.

## Demografia
| Rok  | Liczba mieszk. |
| ---- | -------------- |
| 1970 | 5 239          |
| 1987 | 6 150          |
| 2000 | 7 373          |
| 2005 | 7 634          |
| 2008 | 7 704          |

### Struktura wiekowa
Dane o ludności z 31 grudnia 2008:
| Opis                                | Ogółem | Ogółem | Kobiety | Kobiety | Mężczyźni | Mężczyźni |
| ----------------------------------- | ------ | ------ | ------- | ------- | --------- | --------- |
| Jednostka                           | osób   | %      | osób    | %       | osób      | %         |
| Populacja                           | 7704   | 100    | 3885    | 50,43   | 3819      | 49,57     |
| Wiek przedprodukcyjny (0–17 lat)    | 1341   | 17,41  | 676     | 8,77    | 665       | 8,63      |
| Wiek produkcyjny (18–65 lat)        | 5014   | 65,08  | 2429    | 31,53   | 2585      | 33,55     |
| Wiek poprodukcyjny (powyżej 65 lat) | 1349   | 17,51  | 780     | 10,12   | 569       | 7,39      |

## Polityka
Wójtem od 2003 jest Christian Mayer (FWG). Rada gminy składa się z 20 członków:
|      | CSU | SPD | FWGHA | FWGSW | FWGSF | HBB | JL | Razem |
| 2008 | 6   | 2   | 6     | 2     | 2     | 1   | 1  | 20    |
| 2002 | 8   | 2   | 4     | 2     | 2     | 1   | 1  | 20    |

## Oświata
W gminie znajdują się trzy przedszkola oraz 2 szkoły podstawowe (35 nauczycieli, 661 uczniów) oraz Hauptschule (22 nauczycieli, 351 uczniów).